# ايثاكرادين لاكتيت
إيثاكريدين لاكتيت (بالإنجليزية: Ethacridine lactate)‏ (إيثاكريدين مونولاكتات مونوهيدرات، أكرينول الاسم التجاري ريفانول ) هو عبارة عن  مركب عضوي عطري يعتمد على أكريدين. اسمها الرسمي هو 2-إيثوكسي -6،9-ديامينوكريدين مونولاكتات أحادي الهايدرات. تشكل بلورات برتقالية صفراء عند درجة انصهار تبلغ 226 درجة مئوية ولها رائحة لاذعة.  
يستخدم هذا المركب بشكل أساسي كمطهر في محاليل 0.1٪. وهو غالباَ فعال ضد البكتيريا موجبة الجرام ، مثل عقدية/مكورة عنقودية، ولكنه غير فعال ضد البكتيريا سالبة الجرام مثل زائفة زنجارية. 
يستخدم المركب أيضًا كعامل للإجهاض في الثلث الثاني من الحمل. حيث يغرس ما يصل إلى 150 مل من محلول 0.1٪ خارج السلى باستخدام قسطرة الفولي. بعد 20 إلى 40 ساعة، تستكمل «عمالة صغيرة». في الصين، يستخدم أيضًا داخل السلى.  ويعد المركب أكثر مجهض أمانًا وأفضل تحملاً من 20٪ محلول ملحي مفرط التوتر.